# Ranger of Windsor Great Park
La fonction de gardien du Windsor Great Park a été créée pour superviser la maintenance du Windsor Great Park à Windsor, dans le Berkshire. Il a toujours été choisi parmi les proches du monarque.
Hormis une mention au XVe siècle, la fonction fut apparemment créée en 1601. Pour la nomination de Baptist May, qui se disait être l'un des plus proches amis de Charles II, on a donné comme logement au gardien la Great Lodge (aujourd'hui appelée Cumberland Lodge). Une des plus célèbres fut Sarah Churchill, qui obtint la charge en 1702 grâce à son amitié avec la reine Anne. Officiellement, elle partageait cette fonction avec d'autres membres de sa famille. Après sa mort, la charge fut donnée à des amis et membres de la famille royale britannique. Le gardien actuel est Charles III.
En 1917, Cumberland Lodge cesse d'être la résidence officielle des gardiens. En 1947, George VI donne la maison à la King George VI and Queen Elizabeth Foundation of St Katharine's, qui s'en sert toujours aujourd'hui.

## Liste des gardiens
- Sir Charles Howard, plus tard comte de Nottingham (1601-1616),
- Sir Edward Nicholas (1644-1662),
- Philip Herbert, 4e comte de Pembroke (1648-1650),
- Baptist May (en), ami proche de Charles II (1671-1697)[1],
- Hans Willem Bentinck (1er comte de Portland), ami d'enfance de Guillaume III (1697-1702),
- Sarah Churchill, duchesse de Marlborough, proche amie de la reine Anne (1702-1744),
- Hon. John Spencer, petit-fils de la précédente (1744-1746),
- William Augustus de Cumberland, fils favori de George II (1746[2]-1765),
- Prince Henry, duc de Cumberland et Strathearn, frère de George III (1765-1790). Quand le Prince Henry meurt, sa femme continuera d'habiter à Cumberland Lodge jusqu'à sa mort en 1803.
- Albert de Saxe-Cobourg-Gotha, mari de la reine Victoria (1840[3]-1861),
- Christian de Schleswig-Holstein, gendre de la reine Victoria (1867–1917),
- George V (1917[4]–1936)
- George VI (1937[5]–1952)
- Philip Mountbatten, mari d'Élisabeth II (1952[6]-2021).
- Charles III (depuis 2022[7])

## Rôle
Le rôle du Ranger est de guider la direction et les opérations générales du parc. L'ancien Ranger, le Prince Philip, avait essayé de rendre le parc plus ouvert au public, plus durable, et de le faire perdurer pour les générations futures. Dans une interview accordée à l'émission télévisée de la BBC, il a fait visiter le parc et a expliqué ses réflexions et ses actions lors de la prise de décisions concernant l'ouverture du Farm Shop, l'abattage d'arbres, le déplacement de diverses installations et l'ouverture du parc aux cervidés ainsi qu'aux humains.